# Сатурн (премия, 1986)
13-я церемония вручения наград премии «Сатурн» за заслуги в области фантастики, фэнтези и фильмов ужасов за 1985 год состоялась 28 мая 1986 года.

## Победители и номинанты
Победители указаны первыми, выделены жирным шрифтом и  отдельным цветом. 

### Основные категории
| Категория                          | Лауреаты и номинанты                                                                         | Лауреаты и номинанты                                                             |
| ---------------------------------- | -------------------------------------------------------------------------------------------- | -------------------------------------------------------------------------------- |
| Лучший научно-фантастический фильм | • Назад в будущее / Back to the Future                                                       | • Назад в будущее / Back to the Future                                           |
| Лучший научно-фантастический фильм | • Кокон / Cocoon                                                                             |                                                                                  |
| Лучший научно-фантастический фильм | • Враг мой / Enemy Mine                                                                      |                                                                                  |
| Лучший научно-фантастический фильм | • Безумный Макс 3: Под куполом грома / Mad Max Beyond Thunderdome                            |                                                                                  |
| Лучший научно-фантастический фильм | • Вид на убийство / A View to a Kill                                                         |                                                                                  |
| Лучший фильм-фэнтези               | • Леди-ястреб / Ladyhawke                                                                    | • Леди-ястреб / Ladyhawke                                                        |
| Лучший фильм-фэнтези               | • Ремо Уильямс: Приключение начинается / Remo Williams: The Adventure Begins                 |                                                                                  |
| Лучший фильм-фэнтези               | • Возвращение в страну Оз / Return to Oz                                                     |                                                                                  |
| Лучший фильм-фэнтези               | • Пурпурная роза Каира / The Purple Rose of Cairo                                            |                                                                                  |
| Лучший фильм-фэнтези               | • Молодой Шерлок Холмс / Young Sherlock Holmes                                               |                                                                                  |
| Лучший фильм ужасов                | • Ночь страха / Fright Night                                                                 | • Ночь страха / Fright Night                                                     |
| Лучший фильм ужасов                | • Жизненная сила / Lifeforce                                                                 |                                                                                  |
| Лучший фильм ужасов                | • Кошмар на улице Вязов 2: Месть Фредди / A Nightmare on Elm Street Part 2: Freddy’s Revenge |                                                                                  |
| Лучший фильм ужасов                | • Реаниматор / Re-Animator                                                                   |                                                                                  |
| Лучший фильм ужасов                | • Возвращение живых мертвецов / The Return of the Living Dead                                |                                                                                  |
| Лучший актёр                       | Майкл Дж. Фокс в 1988 году                                                                   | • Майкл Дж. Фокс — «Назад в будущее» (за роль Марти МакФлая)                     |
| Лучший актёр                       | Майкл Дж. Фокс в 1988 году                                                                   | • Хьюм Кронин — «Кокон» (за роль Джо Финли)                                      |
| Лучший актёр                       | Майкл Дж. Фокс в 1988 году                                                                   | • Луис Госсетт мл. — «Враг мой» (за роль Джерибы Шигана («Джерри»))              |
| Лучший актёр                       | Майкл Дж. Фокс в 1988 году                                                                   | • Джеймс Карен — «Возвращение живых мертвецов» (за роль Фрэнка)                  |
| Лучший актёр                       | Майкл Дж. Фокс в 1988 году                                                                   | • Крис Сарандон — «Ночь страха» (за роль Джерри Дендриджа)                       |
| Лучшая актриса                     |                                                                                              | • Корэл Браун — «Сказочный ребёнок» (за роль Алисы Харгривс)                     |
| Лучшая актриса                     | • Гленн Клоуз — «Макси» (за роль Джен / Макси)                                               |                                                                                  |
| Лучшая актриса                     | • Миа Фэрроу — «Пурпурная роза Каира» (за роль Сесилии)                                      |                                                                                  |
| Лучшая актриса                     | • Мишель Пфайффер — «Леди-ястреб» (за роль Изабеллы Анжуйской)                               |                                                                                  |
| Лучшая актриса                     | • Джессика Тэнди — «Кокон» (за роль Альмы Финли)                                             |                                                                                  |
| Лучший актёр второго плана         | Родди Макдауэлл                                                                              | • Родди Макдауэлл — «Ночь страха» (за роль Питера Винсента)                      |
| Лучший актёр второго плана         | Родди Макдауэлл                                                                              | • Джоэл Грей — «Ремо Уильямс: Приключение начинается» (за роль Чиуна)            |
| Лучший актёр второго плана         | Родди Макдауэлл                                                                              | • Криспин Гловер — «Назад в будущее» (за роль Джорджа МакФлая)                   |
| Лучший актёр второго плана         | Родди Макдауэлл                                                                              | • Иэн Холм — «Сказочный ребёнок» (за роль Чарльза Л. Доджсона / Льюиса Кэрролла) |
| Лучший актёр второго плана         | Родди Макдауэлл                                                                              | • Кристофер Ллойд — «Назад в будущее» (за роль доктора «Дока» Эмметта Брауна)    |
| Лучшая актриса второго плана       | • Энн Рэмси — «Балбесы» (за роль мамы Фрателли)                                              | • Энн Рэмси — «Балбесы» (за роль мамы Фрателли)                                  |
| Лучшая актриса второго плана       | • Рут Гордон — «Макси» (за роль миссис Лавин)                                                |                                                                                  |
| Лучшая актриса второго плана       | • Грейс Джонс — «Вид на убийство» (за роль Мэй Дэй)                                          |                                                                                  |
| Лучшая актриса второго плана       | • Леа Томпсон — «Назад в будущее» (за роль Лоррейн Бейнс)                                    |                                                                                  |
| Лучшая актриса второго плана       | • Гвен Вердон — «Кокон» (за роль Бесс МакКарти)                                              |                                                                                  |
| Лучший молодой актёр или актриса   | • Баррет Оливер — «Дэрил» (за роль Дэрила)                                                   | • Баррет Оливер — «Дэрил» (за роль Дэрила)                                       |
| Лучший молодой актёр или актриса   | • Файруза Балк — «Возвращение в страну Оз» (за роль Дороти Гейл)                             |                                                                                  |
| Лучший молодой актёр или актриса   | • Джефф Коэн — «Балбесы» (за роль Лоуренса «Чанка» Коэна)                                    |                                                                                  |
| Лучший молодой актёр или актриса   | • Илан Митчелл-Смит — «Ох уж эта наука!» (за роль Уайетта Доннелли)                          |                                                                                  |
| Лучший молодой актёр или актриса   | • Амелия Шенкли — «Сказочный ребёнок» (за роль юной Алисы)                                   |                                                                                  |
| Лучший режиссёр                    | Рон Ховард                                                                                   | • Рон Ховард за фильм «Кокон»                                                    |
| Лучший режиссёр                    | Рон Ховард                                                                                   | • Вуди Аллен — «Пурпурная роза Каира»                                            |
| Лучший режиссёр                    | Рон Ховард                                                                                   | • Том Холланд — «Ночь страха»                                                    |
| Лучший режиссёр                    | Рон Ховард                                                                                   | • Джордж Миллер — «Безумный Макс 3: Под куполом грома»                           |
| Лучший режиссёр                    | Рон Ховард                                                                                   | • Дэн О’Бэннон — «Возвращение живых мертвецов»                                   |
| Лучший режиссёр                    | Рон Ховард                                                                                   | • Роберт Земекис — «Назад в будущее»                                             |
| Лучший сценарий                    | • Том Холланд — «Ночь страха»                                                                | • Том Холланд — «Ночь страха»                                                    |
| Лучший сценарий                    | • Том Бенедек — «Кокон»                                                                      |                                                                                  |
| Лучший сценарий                    | • Терри Хэйес и Джордж Миллер — «Безумный Макс 3: Под куполом грома»                         |                                                                                  |
| Лучший сценарий                    | • Вуди Аллен — «Пурпурная роза Каира»                                                        |                                                                                  |
| Лучший сценарий                    | • Крис Коламбус — «Молодой Шерлок Холмс»                                                     |                                                                                  |
| Лучшая музыка                      | • Брюс Брютон — «Молодой Шерлок Холмс»                                                       | • Брюс Брютон — «Молодой Шерлок Холмс»                                           |
| Лучшая музыка                      | • Алан Сильвестри — «Назад в будущее»                                                        |                                                                                  |
| Лучшая музыка                      | • Морис Жарр — «Невеста»                                                                     |                                                                                  |
| Лучшая музыка                      | • Джеймс Хорнер — «Кокон»                                                                    |                                                                                  |
| Лучшая музыка                      | • Эндрю Пауэлл — «Леди-ястреб»                                                               |                                                                                  |
| Лучшие костюмы                     | • Нана Чекки — «Леди-ястреб»                                                                 | • Нана Чекки — «Леди-ястреб»                                                     |
| Лучшие костюмы                     | • Дебора Линн Скотт — «Назад в будущее»                                                      |                                                                                  |
| Лучшие костюмы                     | • Ширли Расселл — «Невеста»                                                                  |                                                                                  |
| Лучшие костюмы                     | • Норма Морисо — «Безумный Макс 3: Под куполом грома»                                        |                                                                                  |
| Лучшие костюмы                     | • Рэймонд Хьюз — «Возвращение в страну Оз»                                                   |                                                                                  |
| Лучший грим                        | Том Савини                                                                                   | • Том Савини — «День мертвецов»                                                  |
| Лучший грим                        | Том Савини                                                                                   | • Крис Уолас — «Враг мой»                                                        |
| Лучший грим                        | Том Савини                                                                                   | • Роб Боттин — «Исследователи»                                                   |
| Лучший грим                        | Том Савини                                                                                   | • Энтони Дублин, Джон Нолин, Джон Карл Бюхлер — «Реаниматор»                     |
| Лучший грим                        | Том Савини                                                                                   | • Уильям Маннс — «Возвращение живых мертвецов»                                   |
| Лучшие спецэффекты                 | • Кевин Пайк — «Назад в будущее»                                                             | • Кевин Пайк — «Назад в будущее»                                                 |
| Лучшие спецэффекты                 | • (The L.A. Effects Group) — «Коммандо»                                                      |                                                                                  |
| Лучшие спецэффекты                 | • Брюс Николсон, Ральф Винтер — «Исследователи»                                              |                                                                                  |
| Лучшие спецэффекты                 | • Ричард Эдланд — «Ночь страха»                                                              |                                                                                  |
| Лучшие спецэффекты                 | • (Apogee) — «Жизненная сила»                                                                |                                                                                  |

### Специальные награды
| Премия Джорджа Пала (George Pal Memorial Award) | • Чарльз Бэнд                         |
| За достижения в карьере (Life Career Award)     | • Винсент Прайс                       |
| Президентская премия (President’s Award)        | • Вуди Аллен — «Пурпурная роза Каира» |